# 1er novembre
Pour les articles homonymes, voir Premier-Novembre.
1er octobre 1er décembre
Chronologies thématiques
- Croisades
- Ferroviaires
- Sports
- Disney
- Anarchisme
- Catholicisme

Abréviations / Voir aussi
- (° 1852) = né en 1852
- († 1885) = mort en 1885
- a.s. = calendrier julien
- n.s. = calendrier grégorien
- Calendrier
- Calendrier perpétuel
- Liste de calendriers
- Naissances du jour

Le 1er novembre est le 305e jour de l'année du calendrier grégorien, 306e lorsqu'elle est bissextile. Il reste ensuite 60 jours avant la fin de l'année civile.
C'était généralement l'équivalent du 11 brumaire du calendrier républicain ou révolutionnaire français, officiellement dénommé jour du salsifis (trois jours après le 8 brumaire ou 29 octobre jour de la scorsonère, plante dont le salsifis noir est la racine comestible).
Dans plusieurs pays européens dont la France, le 1er novembre est le jour férié associé à la fête catholique de la Toussaint voire à des visites dans les cimetières et aux fleurissement et recueillement sur les tombes de ses proches décédés, comme lors de la journée des défunts le lendemain 2 novembre (voir ci-après in fine).

## Événements

### IVesiècleav. J.-C.
- 333 av. J.-C. : bataille d'Issos en Cilicie, partie de la Turquie actuelle alors sous la domination impériale perse achéménide de Darius III, qui se conclut par une deuxième victoire et une nouvelle poussée vers l'Est de l'armée adverse d'Alexandre de Macédoine dit le Grand sur Darius en personne et ses hommes (environ 20 700 morts estimés).

### IXesiècle
- 878 : entrevue de Fouron, près de Liège, entre Louis II le Bègue, roi de Francie occidentale (le jour de son 32e anniversaire), et son cousin Louis le Jeune, roi de Francie orientale, pour régler la succession de Lothaire II et de Louis le Germanique.

### XIIesiècle
- 1179 : Philippe II Auguste est sacré roi de France à Reims, par son oncle l'archevêque Guillaume aux Blanches Mains.

### XIIIesiècle
- 1295 : mariage du roi d'Aragon Jacques II dit le Juste avec Blanche d'Anjou.

### XVesiècle
- 1450 : les Anglais subissent une importante défaite lors de la bataille de la Male Jornade, anéantissant tout leur espoir de voir l'Aquitaine résister à l'avance française.

### XVIesiècle
- 1501 : découverte européenne (portugaise) de l'actuelle baie de tous les Saints (Bahia), sur le littoral aujourd'hui brésilien.
- 1503 : le cardinal Julien della Rovere est élu pape, et prend le nom de Jules II.
- 1589 : tentative militaire de reprise de Paris aux mains de la Ligue, par le nouveau roi de France Henri IV, jusqu'au lendemain[1].

### XVIIesiècle
- 1623 : bataille d'Anjar, où l'émir libanais Fakhreddine II Maan écrase une armée ottomane et assied ainsi son pouvoir.
- 1677 : le vice-amiral Jean d'Estrées s'empare de l'île de Gorée, au Sénégal, pour le compte du roi de France.
- 1700 : mort du roi Charles II d'Espagne, dernier roi d'Espagne de la Maison de Habsbourg. Selon le testament du roi défunt, son petit-neveu  Philippe de France, duc d'Anjou (petit-fils de Louis XIV et de Marie-Thérèse d'Espagne), lui succède, et devient dès lors le premier roi Bourbon d'Espagne. Il se trouve confronté à la candidature concurrente de l'archiduc Charles d'Autriche, autre neveu du souverain défunt, fils cadet de l'empereur issu de la branche autrichienne de la Maison de Habsbourg. Une guerre dite de Succession d'Espagne s'ensuit, qui durera treize ans, jusqu'à l'avènement définitif de Philippe de Bourbon / Philippe V sur le trône ibérique.

### XVIIIesiècle
- 1800 : la Maison-Blanche, à Washington, accueille son premier locataire, le président John Adams, alors que sa construction n'est pas encore achevée.

### XIXesiècle
- 1809 : quatrième bataille de Bergisel, lors de la rébellion du Tyrol.
- 1814 : ouverture du Congrès de Vienne.
- 1886 : traité de délimitation anglo-allemand, qui fait tomber le sultanat de Zanzibar sous influence britannique, et reconnaît à l'Allemagne une zone d'influence en Afrique orientale.
- 1894 : accession au trône russe du tsar Nicolas II.

### XXesiècle
- 1911 : le pilote italien Giulio Gavotti largue une bombe de son avion en Tripolitaine, dans le cadre de la guerre italo-turque. Il s'agit du premier bombardement de l'histoire par un avion.
- 1918, Première Guerre mondiale : au cours d'une action menée dans les eaux du port austro-hongrois de Pula, deux nageurs de combat de la marine italienne coulent le cuirassé ennemi SMS Viribus Unitis avec une torpille habitée.
- 1929 : Léopoldville devient capitale du Congo belge à la place de Boma.
- 1936 : Mussolini annonce la création de l'Axe Rome-Berlin-Tokyo.
- 1947 : résolution 36 du Conseil de sécurité des Nations unies sur l'Indonésie.
- 1952 : les États-Unis font exploser Ivy Mike, leur première bombe H, à Eniwetok dans les îles Marshall.
- 1954 : la « Toussaint rouge » marque le début de la guerre de libération algérienne dite « guerre d'Algérie ».
- 1956 : au cours de la crise de Suez, la Jordanie refuse à la RAF le droit d'utiliser ses bases pour des opérations contre l'Égypte.
- 1979 : en Bolivie, coup d'État du général Alberto Natusch Busch, qui devient le 55e Président de la République du pays.
- 1981 : indépendance d'Antigua-et-Barbuda.
- 1993 : début de l'entrée en vigueur du traité de Maastricht, par lequel la CEE devient officiellement l'Union européenne.
- 1998 : au Nigeria, signature d'un accord destiné à mettre un terme à cinq mois de guerre civile en Guinée-Bissau entre des rebelles et le président du pays.

### XXIesiècle
- 2003 : le gouverneur français de la Banque de France, Jean-Claude Trichet, succède au Néerlandais Wim Duisenberg à la présidence de la Banque centrale européenne.
- 2011 : le gouverneur de la Banque d'Italie Mario Draghi succède au Français Jean-Claude Trichet comme (troisième) président de la Banque centrale européenne.
- 2020 : 
  - en Algérie, un référendum a lieu afin de permettre à la population de se prononcer sur une révision de la Constitution. La révision de 1996 est adoptée par une large majorité, grevée par une forte abstention[2].
  - en Moldavie, le premier tour de l'élection présidentielle a lieu afin d'élire le chef de l'État. L'opposante Maia Sandu arrive en tête du scrutin[3].

- 2022 : 

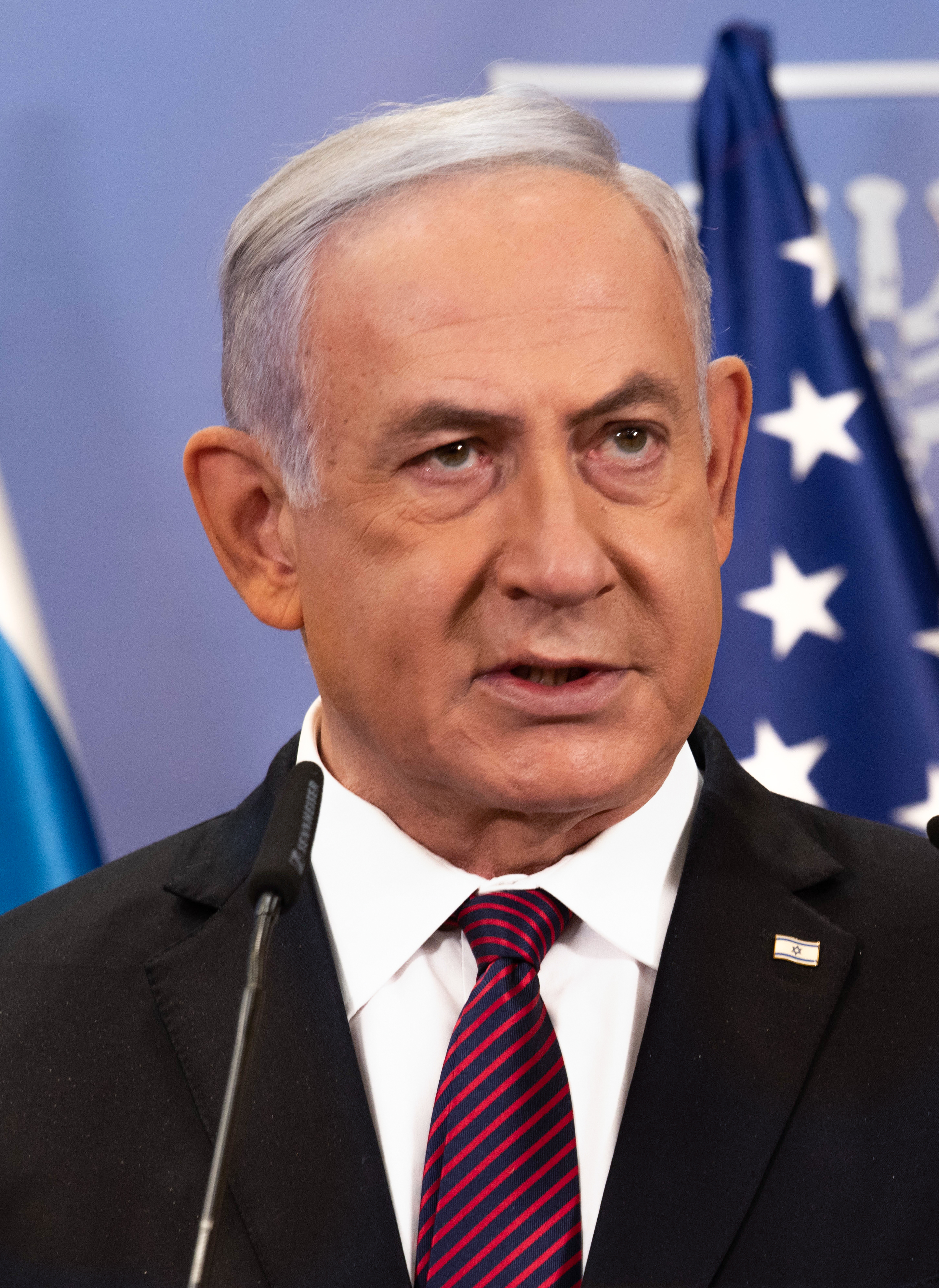
Benyamin Netanyahou en 2021.

  - au Danemark, lors des élections législatives anticipées, les sociaux-démocrates de la Première ministre, Mette Frederiksen, arrivent en tête du scrutin, remporté par les partis allant du centre gauche à l'extrême gauche[4].
  - en Israël, lors des élections législatives anticipées, le bloc soutenant l'ex-Premier ministre, Benyamin Netanyahou (photo), remporte la majorité absolue à la Knesset[5].

## Arts, culture et religion
- 451 : clôture du concile de Chalcédoine (4e œcuménique).
- 871 : un diplôme de Charles le Chauve concède aux évêques de Besançon la possibilité de frapper monnaie et d'avoir leur propre atelier monétaire.
- 1049 : dédicace de la basilique Saint-Hilaire-le-Grand, en présence de treize archevêques et évêques, de la comtesse Agnès de Bourgogne et de son fils Guillaume VII Aigret.
- 1478 : par la bulle Exigit sinceræ devotionis, le pape Sixte IV autorise les Rois catholiques à créer l'Inquisition espagnole.
- 1950 : l'Assomption de Marie est établie sous forme de dogme par la constitution apostolique Munificentissimus Deus du pape Pie XII.
- 1970 : formation à Göteborg en Suède du quatuor musical et chantant pop ABBA par deux couples hétérosexuels d'amoureux dont ce sont là les initiales des prénoms (Anëfriede et Benny, Björn et Agneta)[6].
- 1990 : la Metro Goldwyn Mayer, maison de production de Hollywood, est achetée par l'Italien Giancarlo Parretti.
- 1997 :
  - un incendie d'origine indéterminée ravage une partie du château des ducs de Savoie à Chambéry en Savoie.
  - Première du film Titanic de James cameron, énorme succès mondial à venir en salles de cinémas.

## Sciences et techniques
- 1876 : Guillaume III des Pays-Bas inaugure le canal de la Mer du Nord.
- 2023 : la sonde Lucy survole l'astéroïde (152830) Dinkinesh et révèle la présence d'un satellite (animation).

## Économie et société
- 1755 : le tremblement de terre de Lisbonne, au Portugal, un des plus puissants de l'histoire, fait entre 50 000 et 100 000 morts.
- 1897 : fondation du club de la Juventus de Turin, surtout connu en matière de football depuis.
- 1959 : en France, premières vacances de la Toussaint (ou "d'automne"), alors de quatre jours seulement, après avoir souvent daté la rentrée scolaire "d'été" des élèves, au dix-neuvième siècle et pendant la première moitié du vingtième[7].
- 1970 : incendie du 5-7 à Saint-Laurent-du-Pont, dans l'Isère (146 morts).
- 1986 : incendie de la Schweizerhalle et pollution des eaux du Rhin.
- 2021 : ouverture à Glasgow, au Royaume Uni, de la COP 26[8]
- 2024 : en Serbie, l'effondrement du toit de la gare de Novi Sad cause la mort de 14 personnes et en blesse gravement 3 autres[9].

## Naissances

### IXesiècle
- 846 : Louis II de France dit « Louis le Bègue », roi de France († 11 avril 879).

### XIVesiècle
- 1351 : Léopold III d'Autriche, duc Habsbourg d'Autriche († 9 juillet 1386).

### XVIesiècle
- 1530 : Étienne de La Boétie, écrivain français († 18 août 1563).
- 1539 : Pierre Pithou, érudit français († 1er novembre 1596).

### XVIIesiècle
- 1607 : Georg Philipp Harsdörffer, poète allemand († 22 septembre 1658).
- 1636 : Nicolas Boileau, écrivain et critique littéraire français († 13 mars 1711).
- 1661 : Florent Carton dit Dancourt, acteur français († 6 décembre 1725).

### XVIIIesiècle
- 1754 : Marie-Thérèse Charlotte de Lamourous, catholique française, fondatrice des sœurs de la Miséricorde († 14 septembre 1836).
- 1757 : Antonio Canova, sculpteur italien († 13 octobre 1822).
- 1759 : Pierre Guillemot, surnommé le "Roi de Bignan", chef chouan, colonel de l'Armée catholique et royale, chef de la Légion du Morbihan († 5 janvier 1805).
- 1762 : Spencer Perceval, homme politique britannique, premier ministre de 1809 à 1812 († 11 mai 1812).
- 1778 : Gustave IV de Suède, roi de Suède de 1792 à 1809 († 7 février 1837).
- 1797 : 
  - Théodore Morawski, homme politique et insurgé polonais († 21 novembre 1879).
  - Hippolyte Clérel de Tocqueville, homme politique français, frère d'Alexis de Tocqueville († 18 mai 1877).

### XIXesiècle
- 1847 : Emma Albani, chanteuse d'opéra québécoise, amie intime de la reine Victoria († 3 avril 1930).
- 1866 : Fabrilo (Julio Aparici y Pascual dit), matador espagnol († 30 mai 1897).
- 1871 : 
  - Stephen Crane, auteur américain († 5 juin 1900).
  - Walter Wiclox, citoyen américain, doyen masculin de l'humanité entre 1978 et 1983 († 11 août 1983).
- 1878 : Carlos Saavedra Lamas, personnalité argentine, prix Nobel de la paix 1936 († 5 mai 1959).
- 1880 : Alfred Wegener, astronome et météorologue allemand († 2 ou 3 novembre 1930).
- 1886 : Hermann Broch, romancier et essayiste autrichien († 30 mai 1951).
- 1892 : Alexandre Alekhine, joueur d'échecs russe puis français († 24 mars 1946).

### XXesiècle
- 1902 : Eugen Jochum, chef d'orchestre allemand († 26 mars 1987).
- 1903 : Jean Tardieu, dramaturge et poète français († 27 janvier 1995).
- 1904 : Louis Bacon, trompettiste et chanteur de jazz américain († 8 décembre 1967).
- 1905 : Paul-Émile Borduas, peintre québécois († 22 février 1960).
- 1907 : 
  - Terence Cuneo, peintre britannique († 1er janvier 1996).
  - Rio Gebhardt, pianiste, chef d'orchestre et compositeur allemand († 24 juin 1944).
- 1908 : 
  - Alexandre Chazeaux, homme politique français († 26 mai 2001).
  - Michel Paccard, joueur français de hockey sur glace († 4 juillet 1987).
- 1909 : Norbert Hougardy, homme politique belge († 3 janvier 1985).
- 1910 : Jacques Trémolin (M. de Sugny), résistant français, conteur et chroniqueur animalier de TV pour enfants († 24 janvier 1986).
- 1911 :
  - Sonja Ferlov, sculptrice danoise († 17 décembre 1984).
  - Donald William Kerst, physicien américain († 19 août 1993).
  - Henri Troyat, écrivain et académicien français († 2 mars 2007).
- 1917 : Huelet Benner, tireur sportif américain, champion olympique († 12 décembre 1999).
- 1921 : 
  - Jacinto do Carmo Marques (Jacinto Marques ou Jacinto), footballeur arrière droit portugais devenu centenaire.
  - Mario Rigoni Stern, écrivain italien († 16 juin 2008).
- 1923 :
  - Gordon R. Dickson, écrivain canadien († 31 janvier 2001).
  - Victoria de los Angeles, soprano catalane († 15 janvier 2005).
- 1924 :
  - Jean-Luc Pépin, homme politique canadien († 30 septembre 1995).
  - Colette Renard, chanteuse et actrice française († 6 octobre 2010).
- 1925 : Didier-Léon Marchand, évêque catholique français, évêque émérite de Valence († 16 février 2022).
- 1926 : Lou Donaldson, saxophoniste américain de jazz.
- 1930 : Yvon Dufour, acteur québécois († 10 février 1999).
- 1931 : 
  - Mike Birch, navigateur canadien, vainqueur sur le fil et en multicoque de la 1re Route du rhum transatlantique († 26 octobre 2022).
  - Shunsuke Kikuchi (菊池 俊輔), compositeur japonais de musiques de séries et de mangas animés († 24 avril 2021).
- 1932 :
  - Al Arbour, joueur et entraîneur canadien de hockey sur glace († 28 août 2015).
  - Francis Arinze, cardinal nigérian, préfet émérite de la Congrégation pour le culte divin.
- 1934 : Umberto Agnelli, industriel italien († 28 mai 2004).
- 1935 :
  - Gary Player, golfeur sud-africain.
  - Edward Said, écrivain palestinien († 25 septembre 2003).
  - Robert Salmon, chef d'entreprise français.
- 1937 : Rafael Girón, matador vénézuélien († 25 avril 2001).
- 1939 : Bernard Kouchner, homme politique et médecin gastroentérologue français, cofondateur de MSF et de Médecins du monde.
- 1942 :
  - Larry Flynt, pornographe américain († 10 février 2021).
  - Ralph Klein, personnalité politique canadienne († 29 mars 2013).
  - Marcia Wallace, actrice et doubleuse américaine († 25 octobre 2013).
- 1943 :
  - Salvatore Adamo, chanteur belge.
  - Jacques Attali, homme politique français.
- 1944 : Rafiq Hariri, Premier ministre du Liban († 14 février 2005).
- 1945 :
  - Gilberto Braga, scénariste brésilien († 26 octobre 2021).
  - Vladimir Nazlymov, escrimeur soviétique spécialiste du sabre.
- 1946 : 
  - Ric Grech, musicien britannique des groupes Traffic et Blind Faith († 17 mars 1990).
  - Jean-Paul Villain, athlète français, spécialiste du 3 000 mètres steeple.
- 1947 : Jim Steinman, compositeur américain († 19 avril 2021).
- 1948 : Charles Picqué, homme politique belge.
- 1949 : David Foster, musicien, producteur, arrangeur et compositeur canadien.
- 1950 :
  - Robert B. Laughlin, physicien américain, prix Nobel de physique 1998.
  - Dan Peek, musicien et chanteur américain († 24 juillet 2011).
- 1951 : Fabrice Luchini, acteur français.
- 1953 : Nancy J. Davis, astronaute américaine.
- 1955 : Souleymane Bachir Diagne, philosophe sénégalais
- 1956 : Bernhard Bentgens, compositeur, chef d'orchestre, auteur-compositeur-interprète, chef de chœur et conférencier allemand.
- 1957 :
  - Lyle Lovett, chanteur et compositeur américain de musique country.
  - Carlos Paião, chanteur portugais († 26 août 1988).
- 1960 :
  - Tim Cook, chef d'entreprise américain, président directeur général d'Apple depuis 2011.
  - Fernando Valenzuela, lanceur de baseball mexicain.
- 1961 : Anne Donovan, joueuse de basket-ball américaine, double championne olympique († 13 juin 2018).
- 1962 : 
  - Agnès Buzyn, médecin et femme politique française, ministre de la santé entre 2017 et 2020.
  - Anthony Kiedis, chanteur américain du groupe Red Hot Chili Peppers.
  - Ulf Timmermann, athlète allemand, champion olympique du lancer du poids.
- 1963 : 
  - Rick Allen, batteur anglais du groupe Def Leppard.
  - Nicu Vlad, haltérophile roumain, champion olympique.
- 1964 : Thierry Moreau, journaliste français.
- 1967 :
  - Tina Arena (Filippina Lydia Arena dite), chanteuse australienne d'origine sicilienne.
  - Amel Shimoun Nona, prélat catholique chaldéen irakien.
- 1969 : Tie Domi, hockeyeur professionnel canadien.
- 1971 : 
  - Delphine Chabbert, femme politique franco-belge.
  - Aleksey Tikhonov, patineur artistique russe.
- 1972 :
  - Toni Collette, actrice, productrice et chanteuse australienne.
  - Jenny McCarthy, personnalité de la télévision américaine.
- 1973 : 
  - Aishwarya Rai, actrice indienne.
  - Li Xiaoshuang, gymnaste chinois, double champion olympique.
- 1974 : Florent Dabadie, romancier, journaliste sportif, personnalité publique française à la télévision japonaise.
- 1975 :
  - Bo Bice, chanteur américain.
  - Éric Perrin, hockeyeur professionnel québécois.
  - Manuel Ferrara, acteur pornographique français.
- 1976 :
  - Chad Lindberg, acteur américain.
  - Jean-Simon DesRochers, écrivain québécois.
- 1978 : 
  - Lise Rønne, animatrice de télévision danoise.
  - Bermane Stiverne, boxeur poids-lourd québécois d'origine haïtienne.
- 1979 : Coco Crisp, joueur de baseball américain.
- 1982 : Pierre-Alexandre Robin, judoka français.
- 1983 : Matt Moulson, hockeyeur professionnel canadien.
- 1984 : 
  - Natalia Tena, actrice et chanteuse britannique.
  - Stephen Vogt, joueur de baseball américain.
- 1985 : 
  - Paulo Orlando, joueur de baseball brésilien.
  - Mehdi Savalli, matador français.
- 1986 :
  - Kristina Akheeva, mannequin et actrice australienne.
  - Penn Badgley, acteur américain.
- 1987 : Racim Benyahia, auteur de bande dessinée algérien.
- 1988 : Masahiro Tanaka, joueur de baseball japonais.
- 1989 : Samir Aït Saïd, gymnaste artistique français.
- 1990 :
  - Sébastien Corchia, footballeur français.
  - Tim Frazier, basketteur américain.
- 1995 : Joe Chealey, basketteur américain.
- 1996 : 
  - Lil Peep, rappeur américain († 15 novembre 2017).
  - Yoo Jeongyeon, chanteuse et danseuse sud-coréenne.
- 1997 :
  - Kaylee Bryant, actrice américaine.

### XXIesiècle
- 2006 : Dmitri Iakovlev, orphelin russe († 8 juillet 2008).

## Décès

### Xesiècle
- 921 : Richard II de Bourgogne dit le Justicier, duc de Bourgogne (° 858).
- 955 : Henri Ier de Bavière, duc de Lotharingie de 940 à 944, puis duc de Bavière de 945 à 955, fils d'Henri Ier l'Oiseleur, roi de Germanie et de Mathilde de Ringelheim, et frère du futur empereur Othon Ier (° v. 920).

### XIIesiècle
- 1112 : Henri de Bourgogne, comte de Portugal (° 1066).

### XIIIesiècle
- 1296 : Guillaume Durand, ecclésiastique et écrivain français (c. 1230).

### XIVesiècle
- 1323 : Gerward, évêque de Cujavie (° inconnue).
- 1391 : Amédée VII de Savoie, comte de Savoie (° 24 février 1360).
- 1399 : Jean IV de Bretagne (° 1339).

### XVesiècle
- 1431 : Nuno Álvares Pereira, Connétable portugais entré au Carmel à la fin de sa vie (° 24 juin 1360).
- 1492 : René d'Alençon, duc d'Alençon (° 1454).

### XVIesiècle
- 1546 : Jules Romain, peintre italien (c. 1499).
- 1588 : Jean Daurat, poète français (c. 1508).
- 1596 : Pierre Pithou, érudit français (c. 1er novembre 1539).

### XVIIesiècle
- 1642 : Jean Nicolet, explorateur français (° 1598).
- 1676 : Gisbertus Voetius, théologien néerlandais (° 3 mars 1589).
- 1700 : Charles II d'Espagne, dernier roi d'Espagne de la maison des Habsbourg (° 6 novembre 1661).

### XVIIIesiècle
- 1730 : Luigi Ferdinando Marsigli, géographe et naturaliste italien (° 10 juillet 1658).
- 1755 : Pierre Barrère, naturaliste et médecin français (°C. 1690).
- 1793 : George Gordon, homme politique britannique (° 26 décembre 1751).

### XIXesiècle
- 1804 : Johann Friedrich Gmelin, naturaliste allemand (° 8 août 1748).
- 1818 : Marie-Gabrielle Capet, femme peintre française de l’École néo-classique (° 6 septembre 1761).
- 1839 : Jean-Baptiste Lefranc, avocat et homme politique français (° 12 juillet 1758).
- 1858 : Ghézo, roi d'Abomey (° inconnue).
- 1865 : John Lindley, botaniste britannique (° 8 février 1799).
- 1886 : Eugène Lachat, évêque suisse (° 14 octobre 1814).
- 1888 : Nikolai Przhevalsky, explorateur russe (° 12 avril 1839).
- 1893 : Jan Matejko, peintre polonais (° 28 juin 1838).
- 1894 : Alexandre III de Russie, tsar de Russie (° 10 mars 1845).

### XXesiècle
- 1903 : Theodor Mommsen, écrivain allemand, lauréat du  prix Nobel de littérature 1902 (° 30 novembre 1817).
- 1907 : Alfred Jarry, poète, romancier et dramaturge français, inventeur de la 'Pataphysique (° 8 septembre 1873).
- 1908 : Ludwig Carl Christian Koch, médecin et arachnologiste allemand (° 8 novembre 1825).
- 1922 : Alfred Capus, écrivain français et académicien (° 25 novembre 1857).
- 1942 : Hugo Distler, compositeur allemand (° 24 juin 1908).
- 1955 : 
  - Dale Carnegie, écrivain et conférencier motivateur américain (° 24 novembre 1888).
  - Machaquito (Rafael González Madrid dit), matador espagnol (° 2 janvier 1880).
- 1962 : Ricardo Rodriguez, pilote mexicain de Formule 1 (° 14 février 1942).
- 1966 : Gueorgui Abramov, chanteur soviétique (° 12 avril 1903).
- 1968 : George Papandreou, homme politique grec (° 13 février 1888).
- 1971 : Mikhail Romm, cinéaste soviétique (° 24 janvier 1901).
- 1972 : Ezra Pound, poète américain (° 30 octobre 1885).
- 1973 : Catherine Drinker Bowen, écrivaine américaine (° 1er janvier 1897).
- 1975 : Jérôme Louis Rakotomalala, cardinal malgache, archevêque de Tananarive (° 15 juillet 1913).
- 1979 :
  - Mamie Eisenhower, veuve de l'ancien président américain Dwight Eisenhower, ancienne first lady des États-Unis (° 14 novembre 1896).
  - Albert Préjean, as de l’aviation au cours de la Première Guerre mondiale, acteur et chanteur français (° 27 octobre 1894).
- 1980 : Victor Sen Yung, acteur américain (° 18 octobre 1915)
- 1982 : 
  - James Broderick, acteur américain (° 7 mars 1927).
  - King Vidor, réalisateur américain (° 8 février 1894).
- 1986 : 
  - Serge Garant, pianiste, chef d’orchestre et compositeur québécois (° 22 septembre 1929).
  - Pierre Repp (Pierre Bouclet dit), acteur français (° 5 novembre 1909).
- 1987 : René Lévesque, journaliste et homme politique québécois (° 24 août 1922).
- 1993 : Severo Ochoa, biochimiste espagnol, prix Nobel de chimie 1959 (° 24 septembre 1905).
- 1999 : 
  - Jean Coutu, acteur québécois (° 31 mars 1925).
  - Walter Payton, joueur américain de football américain (° 25 juillet 1954).

### XXIesiècle
- 2001 : Juan Bosch, homme politique dominicain, président de la République dominicaine en 1963 (° 30 juin 1909).
- 2002 : Pierre Fédida, psychanalyste français (° 30 octobre 1934).
- 2004 :
  - l'ourse Cannelle, ourse pyrénéenne tuée par un chasseur ensuite condamné (° 1989).
  - A.D.G. (Alain Fournier dit), journaliste et auteur de romans policiers (° 19 décembre 1947).
  - Géraldine Giraud, comédienne française (° 17 mai 1968).
  - Teddy Vrignault, humoriste et duettiste français du duo Les Frères ennemis, (déclaré et officiellement mort vingt ans après sa disparition (° 22 novembre 1928).
- 2005 : Skitch Henderson, pianiste, arrangeur et chef d’orchestre américain d’origine britannique (° 27 janvier 1918).
- 2006 : William Styron, romancier et essayiste américain (° 11 juin 1925).
- 2007 : Paul Tibbets, pilote de l'Armée américaine, qui a lancé la bombe atomique sur Hiroshima (° 23 février 1915).
- 2008 : 
  - Jacques Piccard, océanographe suisse (° 28 juillet 1922).
  - Rosetta Reitz, historienne du jazz et féministe américaine (° 28 septembre 1924).
  - Yma Sumac, chanteuse péruvienne de chansons traditionnelles et de rock (° 13 septembre 1922).
- 2009 : Jonathan Bourhis, basketteur français (° 10 octobre 1990).
- 2010 : Ed Litzenberger, hockeyeur professionnel canadien (° 15 juillet 1932).
- 2011 : Christiane Legrand, chanteuse et doublure vocale française de chant (° 21 août 1930).
- 2012 :
  - Mitch Lucker, chanteur du groupe de metal Suicide Silence (° 20 octobre 1984).
  - Pascual Pérez, lanceur de baseball dominicain (° 17 mai 1957).
- 2014 : 
  - Guy Fischer, homme politique français (° 12 janvier 1944).
  - Wayne Static, chanteur et guitariste du groupe de metal Static-X (° 4 novembre 1965).
- 2015 : José Fonseca e Costa, cinéaste portugais (° 27 juin 1933).
- 2016 : 
  - Tina Anselmi, femme politique italienne (° 25 mars 1927).
  - Dave Broadfoot, acteur canadien (° 5 décembre 1925).
  - Jean-Michel Damian, journaliste, romancier, animateur et producteur de radio français (° 8 septembre 1947).
  - Rodolfo Hinostroza, poète, écrivain, journaliste, astrologue et critique gastronomique péruvien (° 27 octobre 1941).
  - Sverre Andersen, footballeur international norvégien (° 9 octobre 1936).
- 2017 :
  - Mariam Abou Zahab, politologue, chercheuse et professeur d'université française (° février 1952).
  - Rosemary Lassig, nageuse australienne, médaillée d'argent aux Jeux olympiques d'été de 1960 (° 10 août 1941).
  - Václav Machek, coureur cycliste tchécoslovaque puis tchèque (° 27 décembre 1925).
  - Vladimir Makanine, romancier russe (° 13 mars 1937).
  - Israël Rozen, rabbin orthodoxe israélien (° mai 1941).
- 2018 :
  - Alain Chevalier, dirigeant d'entreprise français (° 16 août 1931).
  - Nicolas Ghosn, homme politique libanais (° 1940).
  - Carlo Giuffré, acteur italien (° 3 décembre 1928).
  - Theodor Hoffmann, amiral et homme politique est-allemand puis allemand (° 27 février 1935).
  - Ken Swofford, acteur américain (° 25 juillet 1933).
- 2019 :
  - Gilles Fontaine, astronome et astrophysicien canadien (° 13 août 1948).
  - Rina Lazo, artiste peintre guatémaltèque-mexicaine (° 23 octobre 1923).
  - Johannes Schaaf, acteur, réalisateur et scénariste allemand (° 7 avril 1933).
  - Paul Turner, réalisateur et scénariste britannique (° 30 décembre 1945).
- 2020 :
  - Michel Auger, journaliste canadien (° 27 juin 1944).
  - Rachel Caine, écrivaine américaine (° 27 avril 1962).
  - Paul Crane, joueur de foot U.S. puis entraîneur américain (° 29 janvier 1944).
  - Ali El Kenz, sociologue et écrivain algérien (° 6 janvier 1946).
  - Yalçın Granit, basketteur puis entraîneur turc (° 12 septembre 1932).
  - Pedro Iturralde, saxophoniste de jazz espagnol (° 13 juillet 1929).
  - Don McDermott, patineur de vitesse américain (° 7 novembre 1929).
  - Tinín, matador espagnol (° 28 octobre 1946).
- 2021 :
  - Aaron Temkin Beck, psychiatre américain (° 17 juillet 1921).
  - Emmett Chapman, musicien américain de jazz connu comme l'inventeur du Chapman Stick (° 28 septembre 1936).
  - Dominique Daguet, écrivain, poète et journaliste français. (° 22 septembre 1938).
  - Nelson Freire, pianiste classique brésilien (° 18 octobre 1944).
  - Dieter Kalenbach, dessinateur et scénariste de bande dessinée allemand (° 29 août 1937).
  - Pat Martino, guitariste et compositeur de jazz américain (° 25 août 1944).
  - Marie Alix de Schaumbourg-Lippe, princesse douairière de Schleswig-Holstein (° 2 avril 1923).
  - William Louis Stern, botaniste américain, spécialiste de l'anatomie du bois (° 10 septembre 1926).
- 2022 : 
  - Lahbib Ayoub, militaire marocain, cofondateur et ex-commandant militaire du Front Polisario (° 1951).
  - Filep Karma, activiste et homme politique indonésien (° 14 août 1959).
  - Wilson Kiprugut, athlète de sprint et de demi-fond kényan (° 1938).
  - Charles Nokan, écrivain ivoirien (° 28 décembre 1936).
  - Takeoff, rappeur américain (° 18 juin 1994).
- 2023 : 
  - Carlo Ambrosini, auteur de bande dessinée italien (° 15 avril 1954).
  - Luigi Berlinguer, homme politique italien (° 25 juillet 1932).
  - Pierre Dutour, trompettiste, chef d'orchestre, arrangeur et compositeur français (° 10 novembre 1931).
  - Bobby Knight, entraîneur de basket-ball américain (° 25 octobre 1940).
  - Claude Michely, coureur cycliste luxembourgeois (° 8 octobre 1959).
  - Jaan Rannap, auteur de littérature d'enfance et de jeunesse soviétique puis estonien (° 3 septembre 1931).
  - Vic Vergeat, guitariste, auteur-compositeur et producteur de disques italien (° 15 mai 1951).
- 2024 :
  - Marcel Bédard, ingénieur et homme politique canadien (° 15 avril 1940).
  - Bernard Manin, philosophe français (° 19 avril 1951).
  - Richard Bernard Moore, meurtrier américain (° 20 février 1965).
  - Camilo Mortágua, antifasciste portugais (° 29 janvier 1934).
  - Abderrahmane Mostefa, réalisateur, documentariste, photographe et journaliste algérien (° 28 novembre 1947).
  - Luis Onmura, judoka brésilien (° 29 juin 1960).
  - Michael Ruse, philosophe des sciences canadien (° 21 juin 1940).

## Célébrations
- Vegan Society : journée mondiale du véganisme.
- Algérie : jour de la révolution commémorant la Toussaint rouge de 1954 ci-avant, initiatrice de la guerre d’indépendance vis-à-vis de la France (1954-1962).
- Antigua-et-Barbuda : fête nationale du jour de l'indépendance acquise en 1981 vis-à-vis du Royaume-Uni.
- Bulgarie : fête des héros du réveil national[10] le lendemain des saint-Amplias et jour de la protection de la mer noire.
- Îles Vierges des États-Unis : Liberty Day / jour de la Liberté en hommage au leader David Hamilton Jackson des droits des travailleurs des îles Vierges de Sainte-Croix (1884-1946).
- Mythologie celtique : Samain ou Halloween dès la nuit de veille, fête druidique du début de l'hiver reprise dans le néopaganisme et le christianisme (ci-dessous et les 2 novembre, pendant de l'Épiphanie les débuts janvier, la Chandeleur les 2 février et autres Carnaval ou mi-Carême en débuts possibles de l'été).
- Christianisme :
  - fête de la Toussaint dans l'Église latine (Gouel an Hollsent en Bretagne), fériée dans maints pays de tradition catholique dont Belgique ou Luxembourg (voir aussi entre 2 octobre des saints anges gardiens et 29 septembre des saints archanges, sinon 29 février des saint-Auguste).
  - Station dans un le village de Petrebagoni près de Jérusalem avec mémoire de Saint Thomas l'apôtre et lectures de Ac. 1, 12-14 et de Jn 20, 24-25 dans le lectionnaire de Jérusalem.

### Saints des Églises chrétiennes

#### Catholiques et orthodoxes
Saints du jour, :
- Austremoine († vers 300) - Austremoine de Clermont, ou Stremonius -, premier évêque de Clermont-Ferrand ; célébré aussi le 8 novembre, en Occident[13].
- Bénigne († entre 178 et 180), - Bénigne de Smyrne -, disciple de saint Polycarpe, apôtre de la (Petite) Bourgogne, martyr à Dijon sous Marc Aurèle, patron de la ville de Dijon et du pays de Gex.
- Cadfan (VIe siècle) - ou Cadoc, ou Kadvaël, ou Kadvoz -, natif de Bretagne, émigré au pays de Galles, où il fonda des monastères, à ne pas confondre avec saint Cadou.
- Ceitho (VIe siècle), fondateur de l'église de Llangeith, dans le comté de Dyfed au pays de Galles.
- Césaire et Julien de Terracine († vers 110), martyrs en Campanie, à Terracina, sous Trajan.
- Césaire († vers 627) - Césaire de Clermont -, vingt-deuxième évêque de Clermont en Auvergne.
- Cyrienne et Julienne († vers 305), martyres en Cilicie lors de la persécution de Dioclétien.
- Côme et Damien († vers 303), anargyres et martyrs ; célébrés aussi le 26 septembre, en Occident.
- David (XVIe siècle) - David d'Eubée -, ascète sur l'île d'Euripios.
- Facond et Primitif († vers 300) - ou Facundus et Primitivus -, martyrs en Espagne, décapités à l'emplacement de l'actuelle ville de Sahagún, dans le León ; fêtés le 27 novembre, en Orient.
- Floribert de Gand († 661) - ou Florbert -, higoumène (abbé) à Gand, en Flandre belge, disciple de saint Amand.
- Genès († 678) - ou Génis, ou Genest, ou Genêt -, archevêque de Lyon, aumônier de la Maison de France, et ministre d'État lors de la régence de sainte Bathilde.
- Marcel († vers 430) - Marcel de Paris -, évêque.
- Mathurin († vers 388) - Mathurin de Larchant -, patron des marins et protecteur des fous.
- Profuturus († 402), Evêque de Pavie.
- Romble (Ve siècle), prêtre et fondateur de monastère.
- Séverin de Tivoli († v. 699), Moine.
- Vigor (VIe siècle) - Vigor de Bayeux-, évêque.

#### Saints et bienheureux des Églises catholiques
Saints et béatifiés du jour
- Tous les saints, voire en particulier :
- Conradin († 1429) - Conradin de Brescia -, bienheureux originaire de la province de Brescia, dans le nord de l'Italie, qui devient frère prêcheur à Padoue en 1413.
- Denis Fujishima, Pierre Onizuka Sandayu et Clément Kuyemon († 1622), bienheureux japonais, morts martyr.
- Éponine (Ier siècle), épouse de l'officier romain Julius Sabinus, d'origine gauloise, condamnée à mort au moment de la révolte de Civilis en 79.
- Paul Navarro († 1622), bienheureux prêtre italien jésuite, mort martyr.
- Rainier d'Arezzo († 1304), bienheureux franciscain italien.
- Rupert Mayer († 1945), bienheureux jésuite allemand.
- Théodore Romzsa († 1947), bienheureux évêque et martyr en Ukraine
- Valentin Berrio Ochoa († 1861), Jérôme Hermosilla, et Pierre Almató, dominicains martyrs au Vietnam.

#### Saints orthodoxes du jour
Saints du jour :
- David d'Eubée (XVIe siècle) ou David de l'Eubée, ascète (aux dates éventuellement "juliennes" ou orientales).
- Jacques de l'Athos († 1520), Martyr.

### Prénoms
Bonne fête aux Toussaint et ses féminin Toussainte et variante Hollsent (souvent en créoles antillais de descendants d'esclaves affranchis, voir par exemple Toussaint Louverture).
Et aussi aux :
- Bénigne,
- Cassandre[réf. souhaitée].
- Harald et Harold[réf. souhaitée],
- Mathurin et son féminin Mathurine,
- Wesley[réf. souhaitée] (du seul fait de la fête de tous les saints, même ceux non (encore) reconnus par l'Église à travers un porteur canonisé voire béatifié du (pré)nom correspondant ?)[pas clair].

## Traditions et superstitions

### Jours des morts en Corse
Le 1er novembre en Corse, comme partout en chrétienté voire dans les cultures celtes etc., sont célébrés "i Santi" ou les Saints, c'est un jour de recueillement où les cimetières s’animent vivement afin d'honorer les ancêtres et d'établir un contact avec les morts. Pour repousser les ténèbres et ouvrir la voie aux défunts, on recouvre les tombes de fleurs et de bougies.
Pendant la nuit de la Toussaint, les morts sont supposés revenir où ils ont vécu. La coutume corse veut qu’on ajoute un couvert pour le défunt et qu'avant d'aller dormir on pose sur la table ou au rebord de la fenêtre un pain et de l’eau ou bien du lait et des châtaignes. À Bonifacio on laisse en offrande le célèbre "pane di i morti" ou pain des morts.

### Dictons du jour
- « À la saint-Mathurin, des fruits rouges c'est la fin. »[14]
- « À la saint-Mathurin, tire ton vin et laisse l'eau pour le moulin. »[15]
- « La saint-Mathurin passée, merde de chien pour la gelée. »[16]

La Toussaint étant une fête chrétienne populaire, elle fait l'objet de nombreux dictons propres, dont par exemple :
- « Novembre, Toussaint le commande, Saint André [30 novembre] le voit descendre. »[17]
- « À[16] / Pour la saint-Michel [29 septembre], la neige est au ciel ; pour la saint-Luc [18 octobre], elle est au suc [éminences volcaniques, ou « au sud »[16]] ; pour la Toussaint, elle descend ; pour la saint-Martin [11 novembre], elle est en chemin [ou « ouvre la porte, elle est ici. »[16]] ; pour la saint-André [30 novembre], elle est sous le pied. » (dicton du Puy-de-Dôme)[14]
- « Quand d'octobre vient la fin, Toussaint est au matin. »[16] (dès la nuit de veille 31 octobre)
- « Vent de Toussaint, terreur de marin. »[15].

### Astrologie
- Signe du zodiaque : 10e jour du Scorpion.

## Toponymie
- Plusieurs voies, places, sites ou édifices de pays ou provinces francophones contiennent la date du jour dans leur nom sous diverses graphies éventuelles : voir Premier-Novembre.